# نوجه‌ده (نمین)
نوجه‌ده روستایی است که در استان اردبیل، شهرستان نمین، بخش مرکزی، دهستان دولت‌آباد قرار دارد.

## جمعیت
بر اساس سرشماری سال ۱۳۹۵ جمعیت این روستا ۵۵۰ نفر با ۱۱۰خانوار بوده‌است.